# Тодор Хаджистоянов
Тодор Лазаров (Хаджи)стоянов е български просветен деец от Македония.

## Биография
Тодор Хаджистоянов е роден в 1884 година във Велес, тогава в Османската империя. Завършва педагогическото българско мъжко училище в Скопие, а след това работи като учител и училищен инспектор в различни градове в Македония. Хаджистоянов участва в Първата световна война като подпоручик.
След края на войната взема участие в живота на македонските братства и в 1929 година е избран в Националния комитет на македонските братства.